# Kyle Gallner
Kyle Steven Gallner (Filadelfia, 22 ottobre 1986) è un attore statunitense.
Conosciuto principalmente per il ruolo di Bart Allen nella serie Smallville e di Cassidy Casablancas nella serie Veronica Mars.

## Biografia
Nato a West Chester, un quartiere di Filadelfia, all'età di quattro anni ebbe un intervento al cuore, e successivamente frequentò la East High School. La carriera di Kyle inizia quando accompagna la sorella ad un'audizione. Da allora gli furono assegnati ruoli secondari in serie televisive come Giudice Amy e Close to Home - Giustizia ad ogni costo. Ha preso parte anche alla serie televisiva americana Jack & Bobby nel 2004. Apparve nella pubblicità della Verizon DSL nello stesso anno. È entrato nel cast di Veronica Mars alla fine della prima stagione, nel maggio 2005, per diventare parte del cast regolare nella seconda stagione. Qui interpreta Cassidy "Beaver" Casablancas. Il suo amico Brendan montò un video in cui Kyle dava prova della sua bravura nello skateboard e in cui lo apostrofò "Sleffer".
Dopo aver interpretato il ruolo di Impulse, ovvero Bart Allen nell'episodio Run di Smallville, Kyle ha ricoperto nuovamente il ruolo nell'episodio Justice della sesta stagione e Doomsday dell'ottava stagione . Ha preso parte ad alcuni episodi della terza e quarta stagione di CSI: NY, per poi ricomparire in un episodio della sesta stagione, nel ruolo di Reed Garrett, il giovane amico, nonché figliastro, di Mac Taylor appassionato di giornalismo. È apparso inoltre in Cold Case - Delitti irrisolti nel ruolo di un serial killer, e recentemente è apparso nel film indipendente Sublime. Attualmente vive a Los Angeles (California) con l'attore Jake Abel poiché i due sono legati da uno stretto rapporto di amicizia definito Bromance.
Il 9 ottobre 2007 è apparso nell'episodio Impulsive di Law & Order - Unità vittime speciali nel ruolo di uno studente che accusa la sua insegnante (interpretata da Melissa Joan Hart) di stupro. Il 10 maggio 2006 è stato confermato nella guida TV Ask Ausiello che Kyle non sarebbe tornato nella terza stagione di Veronica Mars perché era stato commissionato il suicidio del suo personaggio. La canzone che lo rilassa è Nightswimming dei R.E.M. Kyle ha partecipato matrimonio di Abel con Allie Wood alla fine del 2013. Nel 2013, ha anche cofondato la società di produzione indipendente la Minutehand Pictures, insieme a Oliver Thompson e Bay Dariz. Il trio sta attualmente producendo il film Welcome to Happiness, in cui recita Gallner Woody Ward, autore di libri per bambini. Aveva una band chiamata The Third Kind, ma sono rimasti insieme solo per un breve periodo di tempo.
Sia lui che Sosie Bacon, sua partner in Smile (2022), sono apparsi giovanissimi nel telefilm The Closer al fianco di Kyra Segdwick, madre della Bacon.

## Vita privata
Ha una relazione con Tara Ferguson, con cui ha due figli, Oliver Michael Gallner (nato il 21 marzo 2013), e Leo Grey Gallner (nato il 9 novembre 2014). È amico dell'attore Jake Abel.

## Filmografia

### Cinema
- Wet Hot American Summer, regia di David Wain (2001)
- Red Betsy, regia di Chris Boebel (2003)
- Finding Home, regia di Lawrence D. Foldes (2003)
- Red Eye, regia di Wes Craven (2005)
- Danika, regia di Ariel Vromen (2006)
- Sublime, regia di Tony Krantz (2007)
- Red, regia di Trygve Allister Diesen e Lucky McKee (2008)
- Gardens of the Night, regia di Damian Harris (2008)
- Trunk, regia di Christopher D'Elia – cortometraggio (2008)
- Il messaggero - The Haunting in Connecticut (The Haunting in Connecticut), regia di Peter Cornwell (2009)
- Jennifer's Body, regia di Karyn Kusama (2009)
- Cherry, regia di Jeffrey Fine (2010)
- Nightmare (A Nightmare on Elm Street), regia di Samuel Bayer (2010)
- Beautiful Boy, regia di Shawn Ku (2010)
- Red State, regia di Kevin Smith (2011)
- Little Birds, regia di Elgin James (2011)
- Cougars Inc., regia di K. Asher Levin (2011)
- Losers Take All, regia di Alex Steyermark (2011)
- Magic Valley, regia di Jaffe Zinn (2011)
- Smashed, regia di James Ponsoldt (2012)
- Beautiful Creatures - La sedicesima luna (Beautiful Creatures), regia di Richard LaGravenese (2013)
- CBGB, regia di Randall Miller (2013)
- Dear White People, regia di Justin Simien (2014)
- Just Before I Go, regia di Courteney Cox (2014)
- American Sniper, regia di Clint Eastwood (2014)
- Band of Robbers, regia di Aaron Nee e Adam Nee (2015)
- Welcome to Happiness, regia di Oliver Thompson (2015)
- L'ultima tempesta (The Finest Hours), regia di Craig Gillespie (2016)
- The Cleanse, regia di Bobby Miller (2016)
- The Cleansing Hour, regia di Damien LeVeck (2019)
- Fantasmi di guerra (Ghosts of War), regia di Eric Bress (2020)
- Scream, regia di Matt Bettinelli-Olpin e Tyler Gillett (2022)
- Smile, regia di Parker Finn (2022)
- Strange Darling, regia di JT Mollner (2023)
- Smile 2, regia di Parker Finn (2024)

### Televisione
- Squadra emergenza (Third Watch) – serie TV, episodio 1x22 (2000)
- Law & Order - Unità vittime speciali (Law & Order: Special Victims Unit) – serie TV, episodi 4x09-9x03 (2002-2007)
- Il tocco di un angelo (Touched by an Angel) – serie TV, episodio 9x18 (2003)
- The District – serie TV, episodio 4x22 (2004)
- Smallville – serie TV, episodi 4x05-6x11-8x22 (2004-2009)
- Giudice Amy (Judging Amy) – serie TV, episodio 6x10 (2005)
- Jack & Bobby – serie TV, episodi 1x15-1x17 (2005)
- Veronica Mars – serie TV, 15 episodi (2005-2006)
- Close to Home - Giustizia ad ogni costo (Close to Home) – serie TV, episodio 1x11 (2006)
- Cold Case - Delitti irrisolti (Cold Case) – serie TV, episodio 4x01 (2006)
- Skater Boys – serie TV, episodio 1x01 (2006)
- Bones – serie TV, episodio 2x07 (2006)
- CSI: NY – serie TV, 7 episodi (2006-2010)
- Four Kings – serie TV, episodio 1x10 (2006)
- Big Love – serie TV, 6 episodi (2006-2007)
- Medium – serie TV, episodio 3x15 (2007)
- Insatiable – serie TV, episodio pilota scartato (2007)
- The Closer – serie TV, episodio 3x01 (2007)
- The Shield – serie TV, episodi 7x04-7x05-7x13 (2008)
- Life – serie TV, episodio 2x08 (2008)
- Past Life – serie TV, episodio 1x04 (2010)
- Criminal Minds – serie TV, episodio 7x19 (2012)
- Jan – serie web, 8 episodi (2012)
- The Walking Dead – serie TV, episodio 4x01 (2013)
- Play It Again, Dick – serie web, 4 episodi (2014)
- Outsiders – serie TV, 26 episodi (2016-2017)
- Interrogation – serie TV, 10 episodi (2020)

### Videoclip
- Beep dei Some Hear Explosions (2010)

## Doppiatori italiani
Nelle versioni in italiano delle opere in cui ha recitato, Kyle Gallner è stato doppiato da:
- Davide Perino in Il messaggero - The Haunting in Connecticut, Nightmare, The Walking Dead, American Sniper, Smile, Strange Darling, Smile 2
- Lorenzo De Angelis in The Shield, Law & Order - Unità vittime speciali (ep. 9x03)
- Daniele Raffaeli in Smallville
- Leonardo Graziano in Veronica Mars
- Stefano De Filippis in Cold Case - Delitti irrisolti
- Andrea Mete in Big Love
- Flavio Aquilone in CSI: NY
- Luca Mannocci in Criminal Minds
- Stefano Crescentini in The Closer
- David Chevalier in Jennifer's Body
- Alessio Puccio in Beautiful Creatures - La sedicesima luna
- Paolo Vivio in L'ultima tempesta